# Massengräber in Krško
Auf dem Gebiet der Stadtgemeinde Krško in Slowenien wurden bisher (Stand 1/2024) in sieben Ortschaften insgesamt sieben Massengräber gefunden.

## Krško
In der Stadt Krško wurde ein Massengrab gefunden.
- Das Bunker-Massengrab (Grobišče v zaklonišču) befindet sich am rechten Steilufer der Save 50 Meter nördlich des Hauses Bohoričeva 4 und 100 Meter südlich eines Schulhofes. Nach Aussagen der Polizei von Krško geht man davon aus, dass in einem verlassenen Bunker mehr als 100 Zivilisten, überwiegend Kroaten, ermordet und der Bunker anschließend gesprengt wurde.[1]

## Brestanica
In Brestanica wurde ein Massengrab gefunden. 
- Das Massengrab in der Hafnar-Schlucht (Grobišče Hafnarjev graben) befindet sich in der Hafnar-Schlucht am Bach Suhadol, gegenüber von Schloss Reichenburg. Es enthält die Überreste von bis zu 186 kroatischen und serbischen Soldaten sowie 20 bis 30 slowenischen Zivilisten.[2]

## Mali Kamen
In Mali Kamen wurde ein Massengrab gefunden. 
- Das Massengrab Veliki Kamen (Grobišče Veliki Kamen), auch bekannt als Sumpfmassengrab (Grobišče Čreta), liegt am östlichen Rand der Siedlung, 400 Meter südlich des benachbarten Veliki Kamen. Das Grab enthält die Überreste von 20 bis 30 Mitte Mai 1945 getöteten Ustaša-Soldaten.[3]

## Mrtvice
In Mrtvice wurde ein Massengrab gefunden. 
- Das Massengrab von Mrtvice (Grobišče Mrtvice) liegt 550 Meter nördlich der Siedlung an einer Kreuzung der Straße in Richtung Save. Es enthält die Überreste von über 100 Zivilisten und kroatischen Soldaten.[4]

## Stari Grad
In Stari Grad wurde ein Massengrab gefunden.
- Das Massengrab von Stari Grad (Grobišče Stari Grad) liegt an der Nordseite der Straße von Krško nach Brežice. Es enthält die Überreste einer unbekannten Anzahl kroatischer Flüchtlinge.[5]

## Stranje
In Stranje wurde ein Massengrab aus dem Zweiten Weltkrieg gefunden.
- Das Massengrab von Stranje (Grobišče Stranje) liegt in einer Senke im Wald oberhalb des Hauses Stranje Nr. 17. Zwei Grabstellen am Ort sind mit Kreuzen markiert. Sie enthalten die Überreste von vier oder fünf Personen, die sich den Partisanen anschließen wollten. Die Partisanen verdächtigten sie jedoch des Verrats und erschossen sie stattdessen.[6]

## Veliki Kamen
In Veliki Kamen wurde ein Massengrab gefunden.
- Das Massengrab des Šerbec-Waldes (Grobišče v Šerbečevem gozdu), auch Sumpf-Massengrab (Grobišče Čret) genannt, liegt südlich der Siedlung am Rande eines Waldgebietes. Ungefähr 20 Ustaša-Soldaten, die in der Nähe des Dorfes getötet wurden, wurden im Mai 1945 von der örtlichen Bevölkerung an dieser Stelle begraben.[7]